# Bryggeriet Vendia
Bryggeriet Vendia var et tidligere dansk bryggeri, som blev dannet på en stiftende generalforsamling den 22. maj 1883 på Hjørring Rådstue, Hjørring med brænderiejer Thomas P. Olesen som formand, en post han bestred i 36 år.
Bryggeriets formål var at producere hvidt- og bayersk øl.
Bryggeriet bygninger blev opført og færdiggjort samme år som den stiftende generalforsamling fandt sted og udført efter tegninger af den københavnske arkitekt Borch.
I 1964 bliver bryggeriet overtaget af Ceres Bryggerierne i Århus. Bryggeriets officielle navn var nu Ceres Bryggerierne Hjørring A/S.
I 1989 valgte Ceres Bryggerierne at samle produktionen i Århus, dermed lukkede det mere end 100 år gamle bryggeri i Hjørring.

## Slagord for bryggeriets produkter i 1934
- VENDIA ØL var godt før – Nu er VENDIA ØL af en standard, en renhed, en finhed i smagen, som er uovertræffelig – Naar bedre øl kan brygges – engang med tiden – saa vil VENDIA brygge det – men først maa der opfindes endnu bedre tekniske hjælpemidler end de, som VENDIA – først af alle danske bryggerier – har installeret i dag.

- Lad VENDIA være Deres favorit – Det er ikke en pligt, men et kompliment til Deres forstaaelse af virkelig kvalitet.
- Kun det bedste af det bedste faar lov til at bære en VENDIA etikette…